# HMS Newfoundland (59)
HMS Newfoundland var en lätt kryssare av Fiji-klass i Royal Navy. Hon tillhörde Ceylon-undergruppen och var uppkallad efter dominionen Newfoundland. Fartyget deltog i andra världskriget och såldes senare till den peruanska flottan.

## Tidig tjänstgöring
Newfoundland byggdes av Swan Hunter och sjösattes den 19 december 1941 av hustrun till den dåvarande brittiske arbetsmarknadsministern Ernest Bevin. Fartyget färdigställdes i december 1942 och togs i bruk nästa månad.

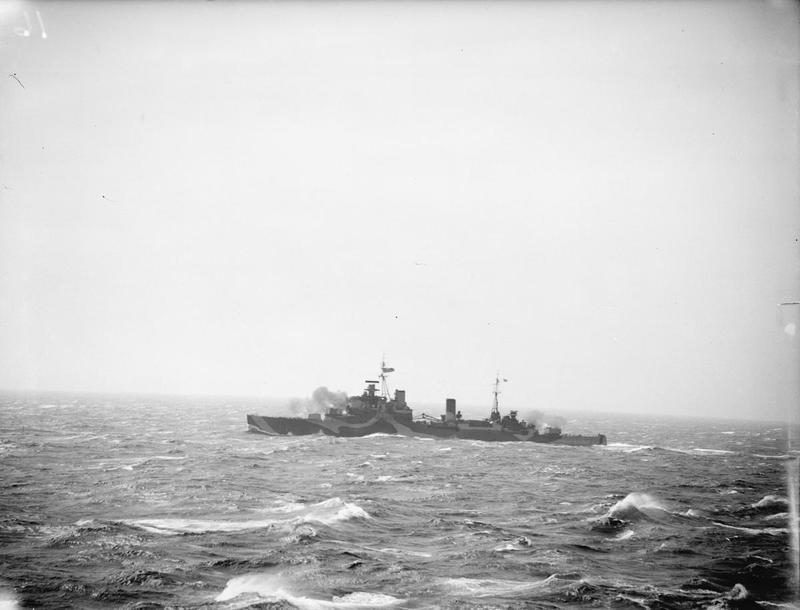
HMS Newfoundland avfyrar hennes 15,2 cm kanoner under en skytteövning i april 1943. Bilden är tagen från HMS Rodney

Efter att ha levererats placerades Newfoundland den 10:e kryssareskadern i hemmaflottan. I början av 1943 blev fartyget flaggskepp för 15:e kryssarskvadronen i Medelhavet. Natten mellan den 13 och 14 juli 1943, under Sicilienkampanjen, gav hon effektivt stöd till 1:a fallskärmsbrigaden och hjälpte till att säkra bron som förbindad Catania med Syros.
Den 23 juli 1943 torpederades hon av den italienska ubåten Ascianghi. Vissa källor tillskriver dock torpeden till den tyska ubåten U-407. En besättningsman dödades i attacken. Eftersom hennes roder hade förstörts utfördes tillfälliga reparationer på Malta. Senare styrde hon endast med hjälp av sina propellrar och med hjälp av improviserade segel mellan sina skorstenar och tog sig till Boston Navy Yard för större reparationer.
År 1944 togs fartyget åter i bruk för tjänstgöring i Fjärran Östern. I Alexandria exploderande en luftbehållare i en av torpederna i babords torpedtub, vilket orsakade allvarliga skador och ett dödsfall. Reparationerna försenade hennes ankomst till Fjärran Östern för tjänstgöring med den brittiska Stillahavsflottan. Newfoundland skickades till Nya Guinea för att stödja den australiska 6:e divisionen. Den 14 juni 1945 anföll Newfoundland, som en del av en större grupp, den japanska flottbasen på Truk i Karolinerna under Operation Inmate.
Den 6 juli lämnade Newfoundland den framskjutna basen Manus på Amiralitetsöarna tillsammans med andra fartyg från Stillahavsflottan för att delta i den allierade kampanjen mot de japanska hemöarna. Den 9 augusti deltog hon i ett bombardemang av den japanska staden Kamaishi. Newfoundland ingick i en styrka från det brittiska imperiet som tog kontroll över flottbasen i Yokosuka.
Fartyget befann sig i Tokyobukten när kapitulationen undertecknades ombord på det amerikanska slagskeppet USS Missouri den 2 september 1945. Newfoundland fick sedan i uppdrag att repatriera krigsfångar från det brittiska imperiet.
Hon återvände till Storbritannien i december 1946.

## Efterkrigstiden
Newfoundland låg till en början i reserv och användes som ett skolfartyg innan det påbörjade en 20 månader lång ombyggnad i Plymouth 1951. Moderniseringen var den mest omfattande av dem som tillämpades på någon kryssare av Colony- eller Town-klass under 1950-talet och Newfoundland fick omfattande nya el- och eldledningssystem, en ny brygga och fackverksmaster, särskilt för 960-radarn i en liknande struktur som den som senare monterades på kryssarna Royalist och Belfast. När Newfoundland åter togs i bruk den 5 november 1952, blev hon flaggskepp för 4:e kryssareskadern i Ostindien. 1953 genomgick Newfoundland en tre månader lång ombyggnad i Singapore innan hon förflyttades till Fjärran Östern och besköt mål tillhörande Malayan National Liberation Army nära Penang i juni 1954.
Den 31 oktober 1956 seglade den egyptiska fregatten Domiat söder om Suezkanalen i Röda havet när Newfoundland mötte henne och beordrade henne att lägga till. Medveten om de spänningar mellan Storbritannien och Egypten som skulle leda till Suezkrisen vägrade Domiat och öppnade eld mot kryssaren, vilket orsakade vissa skador. Kryssaren, tillsammans med jagaren Diana, besvarade då elden och sänkte sin motståndare och räddade sen 69 överlevande ur vraket. En man ombord Newfoundland dödades och fem skadades.
Newfoundland placerades i reserven Portsmouth den 24 juni 1959 och såldes till den peruanska flottan den 2 november 1959 och döptes därefter om till Almirante Grau och sedan till Capitán Quiñones 1973. Kryssaren skrotades 1979 och användes som stationärt utbildningsfartyg i Callao, innan fartyget togs ur bruk och skrotades senare samma år.